# Afroneta annulata
Afroneta annulata är en spindelart som beskrevs av Merrett 2004. Afroneta annulata ingår i släktet Afroneta och familjen täckvävarspindlar.
Artens utbredningsområde är Kongo. Inga underarter finns listade i Catalogue of Life.